# Paracanthosybra vadoni
Paracanthosybra vadoni är en skalbaggsart som beskrevs av Stefan von Breuning 1980. Paracanthosybra vadoni ingår i släktet Paracanthosybra och familjen långhorningar.
Artens utbredningsområde är Madagaskar. Inga underarter finns listade i Catalogue of Life.